# Toader Roșca
Toader Roșca (n. 13 iulie 1939) este un fost deputat român în legislatura 1996-2000, ales în județul Bacău pe listele partidului PRM. Toader Roșca a fost validat pe data de 5 septembrie 2000 și l-a înlocuit pe deputatul Ion Duțu.